# دومیتیان آرکانجیلی
دومیتیان آرکانجیلی (ایتالیایی: Domiziano Arcangeli؛ زادهٔ ۱۰ ژوئن ۱۹۶۸) بازیگر و فیلم‌نامه‌نویس اهل ایتالیا است.
از فیلم‌ها یا برنامه‌های تلویزیونی که وی در آن نقش داشته‌است، می‌توان به فرانچسکو و لذت اشاره کرد.
Domiziano Arcangeli (زاده ۱۰ ژوئن ۱۹۶۶ – درگذشته ۱۳ ژوئیه ۲۰۲۰) بازیگر، تهیه‌کننده و نویسنده ایتالیایی بود که بیشتر به خاطر فیلم‌های مستقل و به‌ویژه بهره‌کشی کم‌هزینه شهرت داشت.
او به عنوان مدل و بازیگر صحنه کار کرده و نقش‌های کوچکی در فیلم‌های Pomeriggio Caldo (1988) جو داماتو، فرانچسکو (1989) اثر لیلیانا کاوانی، پاپریکا (1991) اثر تینتو براس، L'urlo della verità (1992) استلویو ماسی و انزو پاپریکا بازی کرده است. Beniamino Gad - Alle soglie dell'incubo (1994)، Arcangeli از ایتالیا به ایالات متحده نقل مکان کرد و در سریال تلویزیونی زالمان کینگ ChromiumBlue.com (2002-2003) به ایفای نقش پرداخت. او سپس به سمت نقش‌های تیره‌تر مانند اولین آنتاگونیست آمریکایی‌اش در فیلم هیجان‌انگیز Sin's Kitchen (2004) رفت و در چندین فیلم مستقل دیگر مانند The Seer اثر لوئیجی دزول (2007) و سامورایی انتقام‌جوی کوراندو میتسوتاک: گرگ کور (2009) کار کرد. ). او در فصل دوم سریال‌های تلویزیونی Femme Fatales (2012)، فیلم اکشن جورجیو سرافینی در کمین (2013 با نام مستعار راش سخت)، ترسناک روان‌شناختی خشم کلاغ‌ها به کارگردانی ایوان زاکون (2013) و هیجان‌انگیز آینده‌نگر پل هاف (نژاد انسانی) ظاهر شد. .
در سال 2009 آرکانجلی شرکت تولید Empire Films را تأسیس کرد و در فیلم‌های House of Flesh Mannequins (2009)، Virus X (2010) و The Ghostmaker (2012 با نام مستعار جعبه سایه‌ها) که هر دو در ایالات متحده توسط Lionsgate Films منتشر شد، بازی کرد. صحنه های کمدی از یک ازدواج همجنس گرایان (2012). در سال 2013، همراه با شریک تجاری جدیدش آرون بنور، و جیک بارشا از رایت هوک فیلمز، آرکانجلی یکی از مدیران اجرایی مینی سریال تلویزیونی The Bathroom Diaries را تولید کرد و در فیلم سینمایی کریپ کریپرسین The Brides of Sodom بازی کرد.